# Stenoplastis subcaesia
Stenoplastis subcaesia är en fjärilsart som beskrevs av Louis Beethoven Prout 1918. Stenoplastis subcaesia ingår i släktet Stenoplastis och familjen tandspinnare. Inga underarter finns listade i Catalogue of Life.